# 楊維 (成化進士)
楊維（1446年—？），字憲維，湖廣常德府武陵縣人，民籍。明朝政治人物。同進士出身。
湖廣鄉試第十名。成化八年（1472年）壬辰科會試第一百四十六名，殿試登進士第三甲第五十六名。授行人司行人，官至夔州府知府。
曾祖父楊思敬。祖父楊賢。父楊煜章。